# Vignate
Vignate ist eine Gemeinde mit 9240 Einwohnern (Stand 31. Dezember 2023) in der Metropolitanstadt Mailand, Region Lombardei.
Die Nachbarorte von Vignate sind Rodano, Settala, Peschiera Borromeo und Mediglia.

## Demografie
Vignate zählt 3174 Privathaushalte. Zwischen 1991 und 2001 stieg die Einwohnerzahl von 7087 auf 7854. Dies entspricht einem prozentualen Zuwachs von 10,8 %.